# فرن امت
فرن اِمِت (انگلیسی: Fern Emmett؛ ‏ ۲۲ مارس ۱۸۹۶ – ۳ سپتامبر ۱۹۴۶) بازیگر اهل ایالات متحده آمریکا بود. او بازیگری را در سال ۱۹۱۴ آغاز کرد.

## گزیدهٔ فیلم‌شناسی
- شب و روز
- جلادان هم می‌میرند
- یک پا در بهشت
- چرخش زمان
- زن سال
- دختر مدل
- زنان بریج‌باز
- تو و من
- ترانه‌ای برای یادآوری
- در کالیفرنیای قدیم
- ولز فارگو
- رینو
- بخت هالیوودی
- روشنایی‌های هالیوود
- کالیبر بزرگ
- دره رنگین‌کمان
- مسیر اورگن
- جانی دیگه اینجا زندگی نمی‌کنه
- مستأجرهای بیکار